# Pont-Croix
Pont-Croix település Franciaországban, Finistère megyében. Lakosainak száma 1635 fő (2022. január 1.). Pont-Croix Beuzec-Cap-Sizun, Mahalon, Confort-Meilars, Plouhinec és Audierne községekkel határos.

## Népesség
A település népességének változása:
| Lakosok száma | 2022 | 1832 | 1762 | 1695 | 1601 | 1586 | 1580 | 1567 | 1566 | 1635 |
|               | 1968 | 1982 | 1990 | 2006 | 2013 | 2015 | 2017 | 2019 | 2020 | 2022 |